# Fengzhen
Fengzhen (丰镇市S, FēngzhènP) è una città-contea della Cina, situata nella regione autonoma della Mongolia Interna e amministrata dalla prefettura di Ulaan Chab.